# Jure Travner
Jure Travner (Celje, Eslovenia, 28 de septiembre de 1985) es un futbolista esloveno. Juega de defensa y su actual equipo es el N. Š. Mura de la Primera Liga de Eslovenia.

## Clubes
| Club                        | País       | Año       |
| --------------------------- | ---------- | --------- |
| N. K. Celje                 | Eslovenia  | 2004-2009 |
| N. K. Šmartno 1928 (cedido) | Eslovenia  | 2004-2005 |
| N. K. Dravograd (cedido)    | Eslovenia  | 2005-2006 |
| Watford F. C.               | Inglaterra | 2009-2010 |
| St. Mirren F. C.            | Escocia    | 2010-2011 |
| Ludogorets Razgrad          | Bulgaria   | 2011      |
| N. D. Mura 05               | Eslovenia  | 2012-2013 |
| F. K. Bakú                  | Azerbaiyán | 2013-2015 |
| Reading F. C.               | Inglaterra | 2015      |
| N. K. Celje                 | Eslovenia  | 2015-2020 |
| N. K. Dravograd             | Eslovenia  | 2020      |
| N. Š. Mura                  | Eslovenia  | 2020-     |

## Palmarés

### Títulos nacionales
| Título                    | Club        | País      | Año  |
| ------------------------- | ----------- | --------- | ---- |
| Primera Liga de Eslovenia | N. K. Celje | Eslovenia | 2020 |
| Primera Liga de Eslovenia | N. Š. Mura  | Eslovenia | 2021 |